# Sara Paxton
Sara Paxton, född 25 april 1988 i Woodland Hills i Los Angeles i Kalifornien, är en amerikansk skådespelerska och sångerska. Hon har haft roller i bland annat filmerna Aquamarine (2006), The Last House on the Left (2009) och The Innkeepers (2011), samt i TV-serierna Summerland (2004) och Twin Peaks (2017).

## Filmografi
| År        | Titel                                           | Roll                                       | Övrigt                           |
| --------- | ----------------------------------------------- | ------------------------------------------ | -------------------------------- |
| 1997      | Liar Liar                                       | Barn vid party och skola                   |                                  |
| 1998      | Soldier                                         | Angie                                      |                                  |
| 1998      | Two of a Kind                                   | Hemlös tjej                                | avsnitt: A Very Carrie Christmas |
| 1999      | Svampbob Fyrkant                                | Kid Fish                                   | röst                             |
| 2000      | Beyond Belief: Fact or Fiction                  | liten tjej                                 |                                  |
| 2001      | Disney Channel Film: Hounded                    | Tracy                                      |                                  |
| 2002      | CSI: Crime Scene Investigation                  | Jody Bradley                               | 2x15: Burden of Proof            |
| 2003      | Haunted Lighthouse                              | Ashley                                     | 4D–kortfilm                      |
| 2004      | Sleepover                                       | Staci                                      |                                  |
| 2004      | Malcolm in the Middle                           | Angela                                     |                                  |
| 2004      | Summerland                                      | Sarah Borden                               |                                  |
| 2004–2006 | Darcy's Wild Life                               | Darcy Fields                               | Huvudroll                        |
| 2006      | Aquamarine                                      | Aquamarine                                 | Huvudroll                        |
| 2006      | Return to Halloweentown                         | Marnie Piper/Ung Splendora Agatha Cromwell | TV                               |
| 2007      | The Party Never Stops: Diary of a Binge Drinker | Jesse Tanner                               | TV                               |
| 2007      | Sydney White                                    | Rachel Witchburn                           |                                  |
| 2008      | Superhero Movie                                 | Jill Johnson                               |                                  |
| 2008      | Wizards of Waverly Place                        | Millie                                     | TV-serie                         |
| 2009      | The Last House on the Left                      | Mari Collingwood                           | Huvudroll                        |
| 2011      | The Innkeepers                                  | Claire                                     | Huvudroll                        |
| 2012      | Blue-Eyed Butcher                               | Susan Wright                               | Huvudroll                        |
| 2013      | TV-Movie                                        | Mirabella Hutton                           |                                  |
| 2017      | Twin Peaks                                      | ?                                          | TV-serie                         |
| 2022      | Barbarian                                       | Diverse roller                             |                                  |